# Plentzia
Plentzia és un municipi de la província de Biscaia, País Basc, pertanyent a la comarca d'Uribe. Se situa en el marge dret de l'últim meandre del riu Butrón, just abans de la seva desembocadura en la Badia de Plentzia / Gorliz, a la qual també treu el cap la veïna població de Gorliz. Amb una extensió de 5,79 quilòmetres quadrats, té una població que s'aproxima als 4000 habitants. A l'estiu la població de Plentzia se sol multiplicar per quatre. Com a lloc turístic, per a fer fotos, es recomana visitar el far que hi ha prop (Far d'Astondo).

## Història
Els orígens de Plentzia es remunten a principis del segle xiii quan el senyor de Biscaia Lope Díaz II de Haro va amollonar el terme marítim de l'anteiglesia de Gorliz, que es dedicava a la caça de la balena. No obstant això, la vila no va ser fundada fins a l'any 1299 per Diego López de Haro. Es va situar en el barri costaner de Gaminiz, pertanyent fins llavors a l'anteiglesia de Gorliz, de la qual se separaria tot el territori que constituiria la vila de Plencia. El nom original de la nova vila va ser Placencia de Butrón, però amb el pas dels anys l'ús ho escurçaria donant lloc a l'actual de Plentzia. Els plentzians es regirien pel fur de Logronyo. Posteriors senyors de Biscaia i reis de Castella confirmarien els furs de la vila.
La seva economia es va basar històricament en la pesca (especialment de balena) i en el tràfic de cabotatge. També hi havia drassanes de caràcter familiar, però des de finals del segle xix i principis del segle xx Plencia va adquirir un fort caràcter turístic. Això es va deure al bonic entorn de la ria i badia de Plencia, a la seva bella platja i a les seves bones comunicacions amb el Gran Bilbao.
Promoguda pels promotors de les urbanitzacions de Getxo, en 1893 es va inaugurar la compañía Ferrocarril de Las Arenas a Plencia, absorbida en 1900 per la Compañía de los Ferrocarriles de Santander a Bilbao. Actualment Plentzia és una de les estacions terminals del Metro de Bilbao. Pertanyen a Plencia diverses urbanitzacions, entre les quals destaca Isuskiza (Ventall de Plencia, anomenat d'aquesta manera per la forma que dibuixa des de l'aire), ubicadada en una foresta propera al centre urbà.

## Curiositats
A Plentzia es desenvolupen algunes escenes de la part primera de Fortunata y Jacinta (1886-87), de Benito Pérez Galdós.

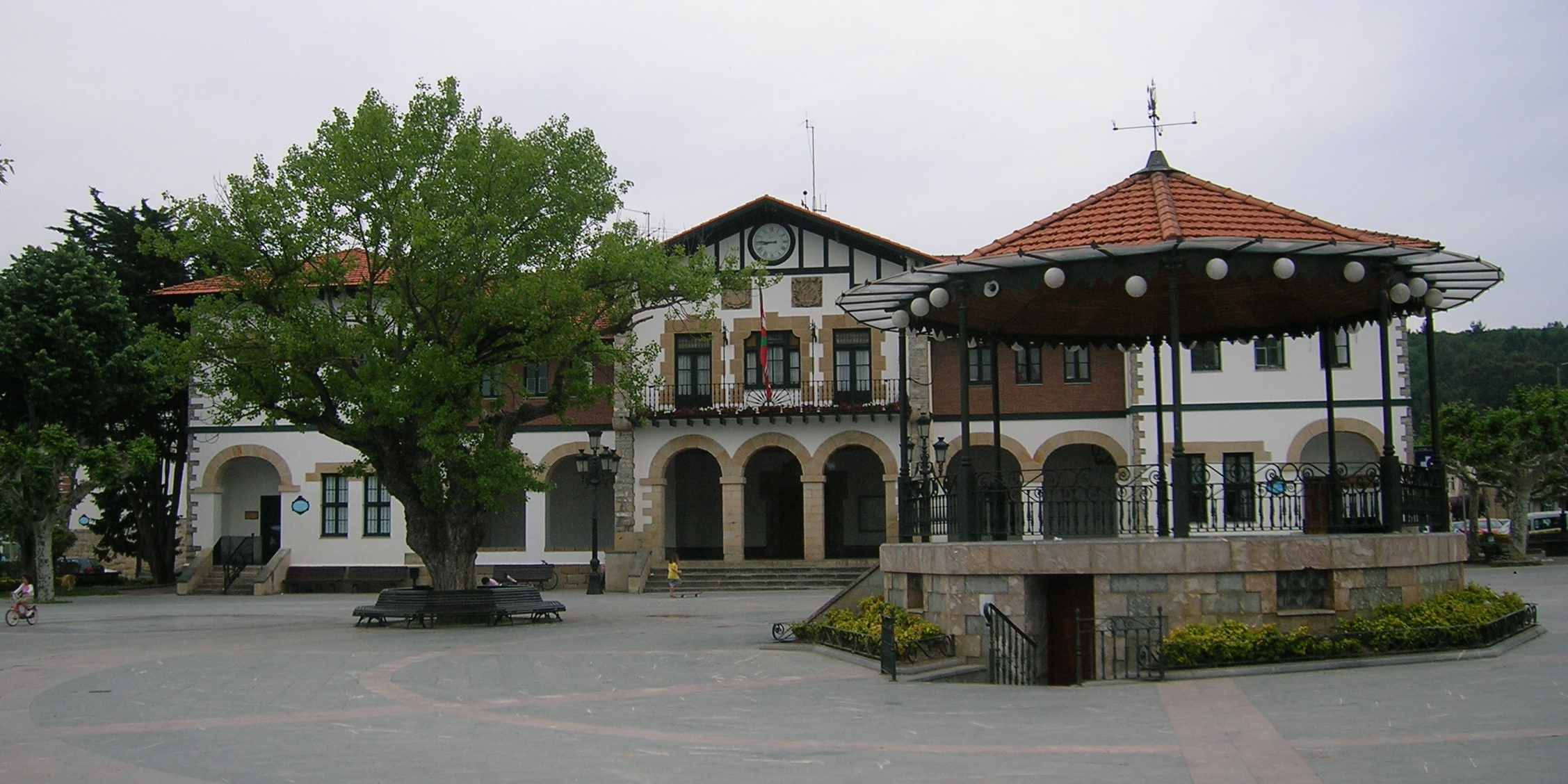
Ajuntament, a la Plaça del Astillero
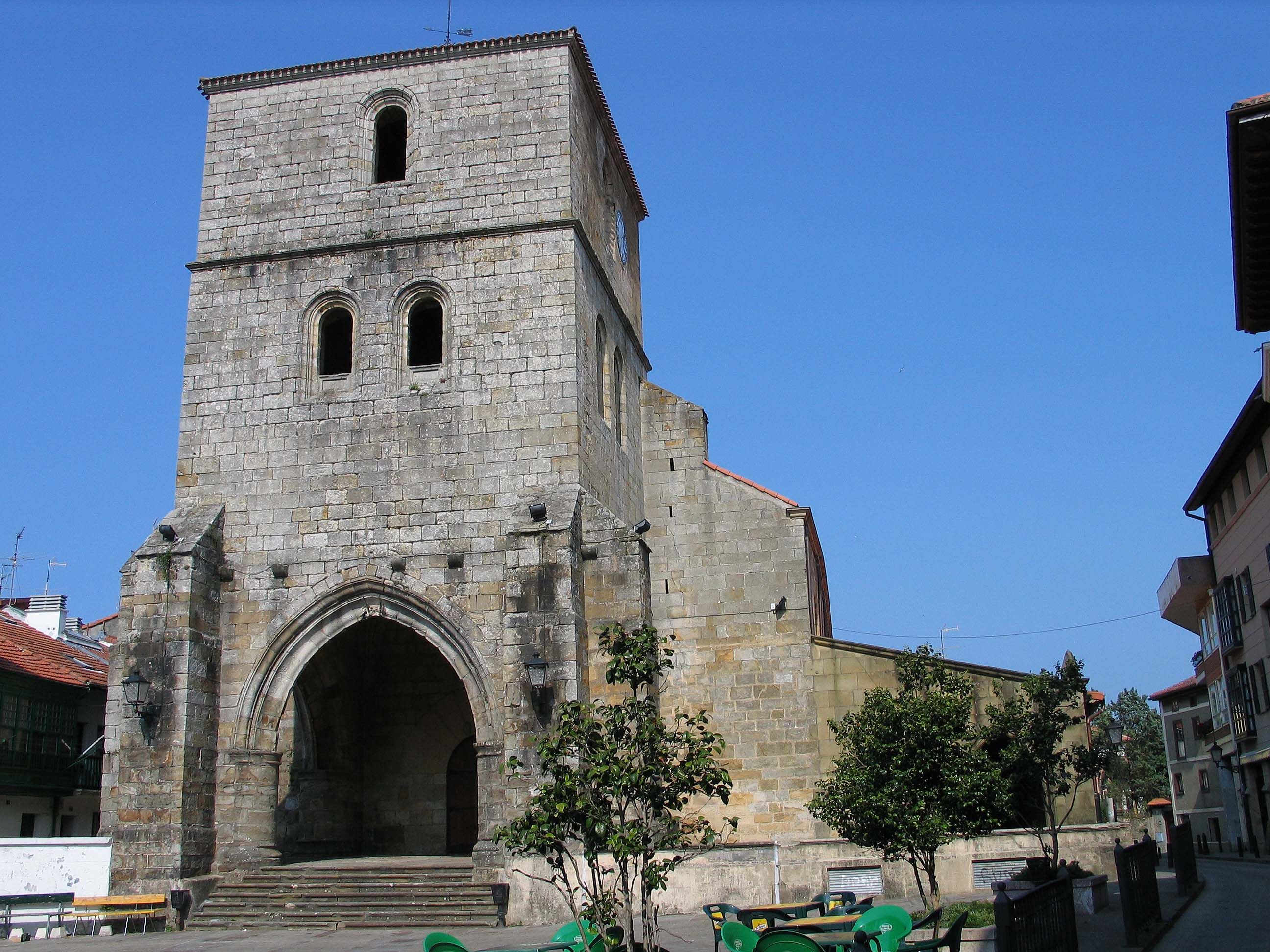
Església
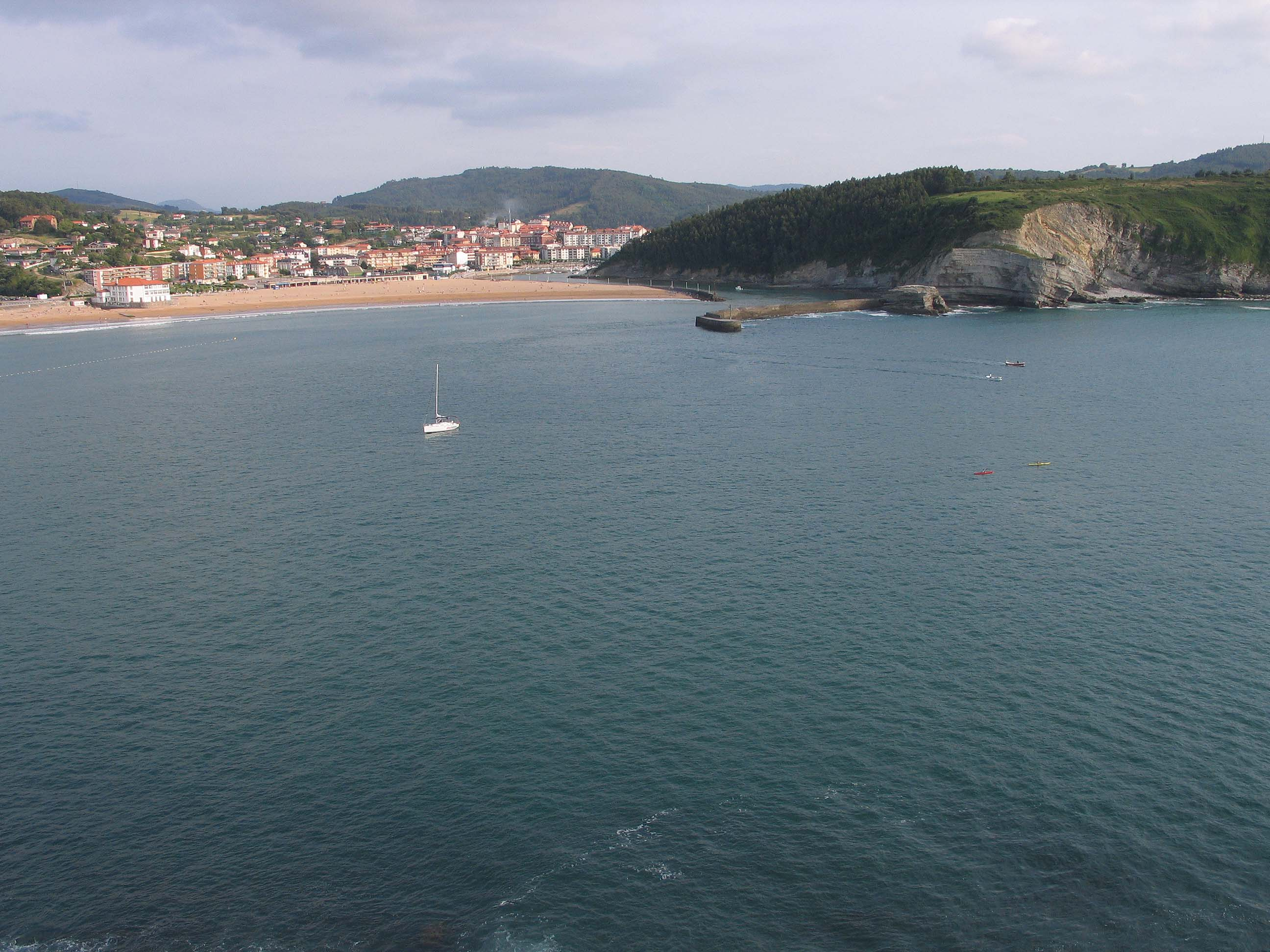
Badia